# Metaphors We Live By
Metaphors We Live By är en bok av lingvisten George Lakoff och filosofen Mark Johnson från 1980. Boken gav ett nytt perspektiv på språket, som har beskrivits som banbrytande: "Språk och tänkande, med utgångspunkt i hur vi upplever omvärlden, formar varandra". Författarna menar i boken att "Metaforens väsen är att förstå och uppleva en sak utifrån en annan."